# 秩父宮ラグビー場

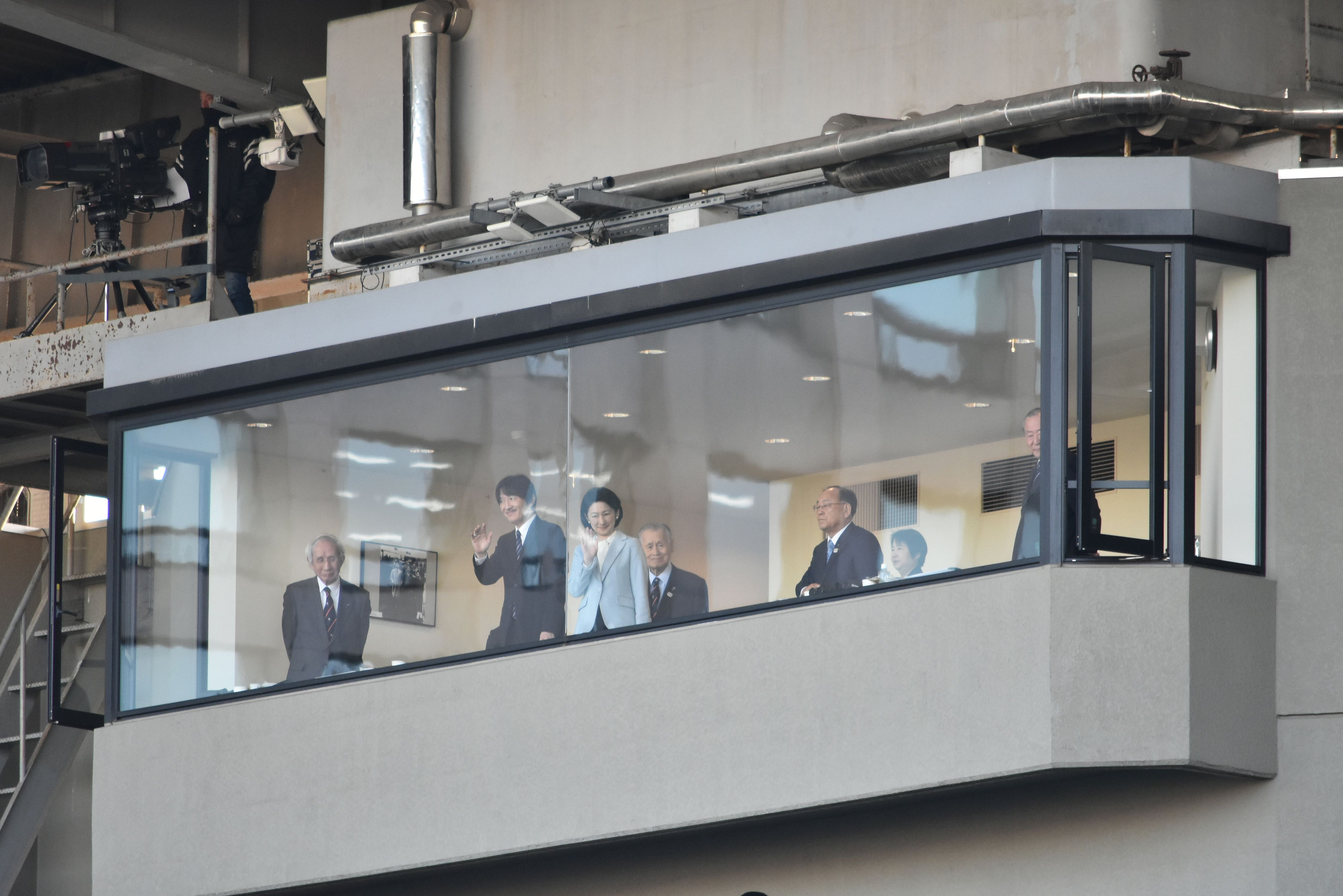
秋篠宮夫妻がトップリーグを観戦。秋篠宮文仁親王はラグビーW杯日本大会の名誉総裁を務めている（2019年1月19日撮影）。

秩父宮ラグビー場（ちちぶのみやラグビーじょう）は、東京都港区の北青山二丁目にあるラグビー専用球技場。神宮外苑内の施設と間違われることもあるが、独立行政法人日本スポーツ振興センターが土地の所有権をもち、管理・運営を行っている。最大収容人員は25,194人。「西の花園・東の秩父宮」と称され、日本ラグビーの聖地とも呼ばれる。
関東におけるラグビーのメッカであり、1971年（昭和46年）に日本代表がイングランド代表と3対6の大接戦を演じた試合、1989年（平成元年）に日本代表がスコットランド代表を28対24で破った試合など、日本ラグビー史に残る数々の名勝負が行われた。現在、日本代表の試合やリーグワン、ラグビー日本選手権・全国大学ラグビー選手権、関東大学ラグビー（対抗戦Aグループ・リーグ戦1部）、全国高校ラグビー東京都代表決勝など頻繁に使用される。

## 施設の概要・歴史
戦前の関東のラグビーの試合は、明治神宮競技場を専用グラウンドに近い状態で使用していたが、戦後はアメリカ軍が接収して「ナイルキニックスタジアム」と名称変更して占有した結果、日本国民は自由に使うことができなくなり、神宮球場や後楽園球場（現・東京ドーム）でラグビーの試合を行わざるをえない状態となった。
1947年 （昭和22年）頃から関東ラグビーフットボール協会は、新しい専用ラグビー場を建築すべく、候補地捜しを開始した。明治大学ラグビー部出身で関東協会理事であった伊集院浩（当時毎日新聞記者）が見つけてきた土地が、アメリカ軍による東京大空襲（山の手大空襲）によって焼失した女子学習院跡地であり、当時のアメリカ軍の駐車場であった。
関東協会の当時の理事長であった香山蕃の戦災火災保険金と各大学OBの浄財等によって建設資金のめどがつき、東京大学の難波経一、岡田秀平、鹿島建設（鹿島）の尽力で1947年（昭和22年）4月に着工され、ラガーマンの汗の勤労奉仕が加わり、同年11月「東京ラグビー場」として完成した。
香山は「その集めた資金は血のにじむような尊い結晶でありました。ある者は時計やカメラ、またある者は家のじゅうたんを売ってひたぶるに自分たちの心のふるさとを築きあげようという情熱に燃えた。工事が始まったある日、雨の降るなか秩父宮様が来られ、ご病身を省みず、ゴム長ぐつを履かれて励まし下され、鹿島の関係者に“ラグビー協会は貧乏だからよろしく頼む”と頭を下げられました。私は流れる涙をこらえることが出来なかった」と後日、毎日新聞の中で綴っている。
杮落としは1947年（昭和22年）11月22日、明治大学OB対学生選抜と明治大学対東京大学戦の2試合が行われた。また1949年1月に第28回全国高等学校ラグビーフットボール大会が行われた。当ラグビー場が全国高等学校ラグビーフットボール大会の開催会場となったのは第28回大会のみである。
1953年（昭和28年）1月4日、日本ラグビーフットボール協会名誉総裁 だった秩父宮雍仁親王が薨去。親王の遺徳を偲び、同年中に「秩父宮ラグビー場」と名称が変更された。
1955年（昭和30年）6月12日、日本ラグビーフットボール協会会長の田辺九万三が在任中に、狭心症のため横須賀市の自宅で死去。67歳没。6月15日、秩父宮ラグビー場で2,000人を超える参列者による葬儀（協会葬）を行った。同年8月発行の日本ラグビーフットボール協会機関紙「RUGBY FOOTBALL」第4巻5号（1955年8月号）は、「田辺会長追悼号」として特集した。
1962年（昭和37年）8月27日、夜間照明設備が設置され点灯式が行われた 。8月29日にフランス学生選抜チームが来日し、期間中、秩父宮ラグビー場で全慶応、全明治とナイトゲームを行った。
日本ラグビーフットボール協会が管理を行っていた秩父宮ラグビー場だったが、未納の固定資産税がかさんだため、日本ラグビーフットボール協会は1962年11月16日に秩父宮ラグビー場を国立競技場（現・日本スポーツ振興センター）へ移管（未納の税金と共に売却）した。
1973年（昭和48年）から3年以上かけた改修工事が始まる。1976年（昭和51年）9月に改修工事が完了。メインスタンドとバックスタンド（東スタンド）が刷新された。オイルショックなどによる資金難から夜間照明設備が設置されず、以後2007年まで、夜間の試合が行えなくなった。
1980年（昭和55年）夏には、南スタンドが屋根つきで新設された。1988年（昭和63年）秋には工期1年半の改修の末に北スタンドが新設、東スタンドが刷新、芝も張り替えられた。
2003年（平成15年）シーズンから電光掲示板を一新 し、映像も映せるようになった。
2007年（平成19年）に夜間照明設備が再び設置され、8月10日午後7時30分から34年ぶりの夜間試合（日本代表対アジア・バーバリアンズ戦）が行われた。
2009年（平成21年）6月にラグビージュニア世界選手権の会場の1つとして使用され、決勝戦も行われた。
2012年（平成24年）6月に東京セブンズの会場として使用された。
国立競技場の大型改修に伴い、2014年度は関東大学ラグビー対抗戦・早明戦、大学選手権準決勝、2015年度から2018年度は同決勝も含めて、秩父宮ラグビー場で開催した。
2015年（平成27年）からスーパーラグビーに参戦したサンウルブズの日本における事実上のホームスタジアムにもなっていた。
シーズン終盤である1月から2月には芝の傷みが激しく、プレーに支障が出ることが多い。2016年1月末の日本選手権決勝では、特に中央部分は完全に芝がはげ、グラウンドが砂場化していた。実際に試合中、砂場に足を取られて転倒する選手も多く、明らかにゲームの質を落としていた。2016年2月末のスーパーラグビー2016開幕戦の前日練習後には、ウイングの山田章仁選手が芝がぼろぼろになって土に近い部分が残っていたピッチを指摘し、「グラウンドの問題は、大きいと思います」と苦言を呈した。
2018年（平成30年）までに、夏芝と冬芝を使用して、グラウンドの通年緑化に成功した。
ラグビーワールドカップ2019においては試合会場として使用されず、日本代表の練習拠点と決勝戦パブリックビューイング会場して使われた。

## ラグビー以外での使用

### サッカー
1964年東京オリンピックのサッカー競技の会場として利用された。この時、更衣室・シャワー室を2チーム分作ってはという意見があったが、「ラグビーの伝統」である「ノーサイド」後の儀式（出場選手が対戦チームの枠組みを超えてシャワーを浴びたり、着替えたり、談笑したりする行為）を重視したいという意向もあり、それらの計画は却下されたという経緯があった。
2012 FIFA U-20女子ワールドカップにおける日本女子代表が練習場として使用した。
2019年にはJリーグに所属するFC東京が、ホームスタジアムである味の素スタジアムがラグビーワールドカップ2019に向けた改装工事のため同年の平日試合を主催できなくなったことから、その代替として2019JリーグYBCルヴァンカップの公式戦ホームゲームの2試合を本競技場で開催した。

### コンサート
2012年8月14日に、アイドルグループNEWSが本競技場史上初の音楽ライブコンサート（『NEWS LIVE TOUR 2012 〜美しい恋にするよ〜』）を開催した。音楽イベントを開催したアーティストはNEWS（2012年、2013年）と乃木坂46（2018年7月、神宮球場と同時開催）の2組。

### アメリカンフットボール
アメリカンフットボールの公式戦を、2025年8月29日に初めて開催。Xリーグ公式戦である 2025 X1 SUPER 秋季リーグ戦 第1節「富士通フロンティアーズ 対 富士フイルム海老名Minerva AFC」を行う。

### ラクロス
2026年7月から8月にかけて、ワールドラクロス女子世界選手権大会の準決勝戦、決勝戦、3位決定戦を開催予定。2027年に開催予定の男子世界選手権大会での使用も検討されている。

## 建て替え計画
神宮外苑は2020年東京オリンピック・パラリンピックの開催に合わせて、国立競技場の建設を手始めとした大規模リニューアル工事を計画している。秩父宮ラグビー場は、上記の通り1947年建築により基本躯体の老朽化が課題となっていたことから建て替えが検討され、2013年には明治神宮野球場との場所交換により現・神宮球場の跡地に新ラグビー場を建設する案が浮上したと報じられた。
その後、2015年4月1日に東京都、日本スポーツ振興センター、明治神宮の3団体が五輪後に再開発する計画を正式発表した。それによると、五輪前までに現在のラグビー場を撤去・解体し、その後は暫定的に駐車場として利用する。その後、現ラグビー場の跡地に新野球場を建設する工事に取り掛かり、新野球場の完成後、今度は現・神宮球場跡地に新ラグビー場を建設する計画としている。この間の主要なラグビー大会は、新国立競技場など近接地の会場で代替する。
また、同じく老朽化が進む神宮第二球場（兼明治神宮外苑ゴルフ練習場・西練習場）も取り壊して、可能な限り滞りなくラグビーの試合ができるよう新たな球技専用スタジアムの建設も予定していると報じられている。
その後、2017年7月に当初の計画案から順番を入れ替えた形で秩父宮ラグビー場、神宮球場の順に建て替える方向で調整が進められていることが明らかになった。

### 2019年、計画発表
2019年2月25日、神宮球場を所有する明治神宮、秩父宮ラグビー場を所有する日本スポーツ振興センター、伊藤忠商事、三井不動産の4者で神宮球場と秩父宮ラグビー場の場所を入れ替えて再整備する神宮外苑地区の再開発の基本協定が締結された。
秩父宮ラグビー場の整備事業の事業主体は、秩父宮ラグビー場の所有者である独立行政法人日本スポーツ振興センターであるが、事業推進の司令塔の役割は、文部科学省の外局であるスポーツ庁が担っている。具体的には、上述の通り、2021年1月に開催されたスポーツ庁主催「ラグビーの振興に関する関係者会議（第 3 回）」において、スポーツ庁が取りまとめた原案通り、「秩父宮ラグビー場の移転整備の基本的考え方」 が決定され、この「基本的考え方」を踏まえて整備事業が進められている。同「基本的考え方」の中では、我が国のラグビーを象徴するスタジアムとして国際大会の基準を踏まえたラグビー場を整備することや、全天候型のラグビー場を整備すること、PFI 事業/BT+コンセッション方式により整備することなどの方針が示されている。そして、この会議の最後に、萩生田文科大臣からスポーツ庁と日本スポーツ振興センターに対して具体的な検討に着手するよう指示があり、本格的な調整がスタートすることになった。
2021年1月15日、スポーツ庁はラグビー振興に関する関係者会議を開き、新秩父宮ラグビー場を完全密閉型屋根付きのスタジアムとする方針を決定した。グラウンドは人工芝にして多用途に対応し、収容人数は2万人規模を想定している。
2022年8月22日、日本スポーツ振興センターは新秩父宮ラグビー場の整備・運営等事業について、民間事業者として「Scrum for 新秩父宮」を選定し、収容人数はラグビー開催時が約1万5547人、コンサート等のイベント時は約2万547人に設定すると発表した。第1期工事が終了する2027年12月にオープンし、スタジアム全体の工事完了は2034年5月を予定している。
文科省・スポーツ庁が主導する秩父宮ラグビー場の移転・建て替え事業は、神宮外苑再開発事業と一体的なプロジェクトである。この関係を明らかにしているものとして、文部科学省自らが策定した日本スポーツ振興センターの第5期中期目標（2023年・令和5年2月文科大臣策定） では、「神宮外苑地区地区計画の枠組みの中で、着実に推進する」旨が記述され、神宮外苑再開発事業による建て替えの実施を日本スポーツ振興センターに対して指示している部分を挙げることができる。2023年現在、この文科省指示に従い、日本スポーツ振興センターにおいて、神宮外苑地区地区計画の枠組みに沿って、関係事業が実施されている。

### 反対意見
密閉式・人工芝スタジアム計画は、フランスのパリ・ラ・デファンス・アレナ（旧名称・Uアリーナ）が、モデルの一つとなっている。
ただ、密閉式・人工芝スタジアムにすることに関しては、批判も一部あり、日本ラグビー協会の幹部は2022年7月に国立競技場でのテストマッチ・フランス代表戦の来賓席ラウンジで「本当に屋根を閉じて人工芝にするのか?」と日本スポーツ振興センターの幹部に問いかけられた 他、夕刊フジの取材に答えたあるファンは、「もう秩父宮でラグビーを見たいとは思わない」「ラグビーは雨や雪が降ろうとも、槍が降ろうとも試合するもの。屋根付き・人工芝なんて場違いもいいところ」といった意見や、現スタジアムは約24000人収容だが、これが新スタジアムでは約1万人削減され15547人収容（コンサートなどは20547人）となり、「初めにイベントありき」として、ラグビーよりも他のイベントの開催で収益を確保したいとする考えがあるといわれている。
歴史的な価値からも、アメリカ人スポーツライターのロバート・ホワイティングやマーティー・キーナート、元ラグビー日本代表選手の平尾剛（現・神戸親和女子大学教授）、音楽家の坂本龍一らは、外苑の再開発に反対する意向を示し、2023年までに署名が集められた。

## 新秩父宮ラグビー場の概要
2025年8月9日現在。出典：
神宮第二球場と、その南に隣接する明治神宮野球場の3塁側スタンド付近が、新秩父宮ラグビー場の位置となる。
開閉式ではない屋根付きの全天候型で、スポーツ、コンサート、イベント等に活用される。地上7階、地下1階、高さ約46m。
ワールドラグビー推奨人工芝メーカーの人工芝を使用し、ワールドラグビーが定めるターフ性能を満たす。
収容座席数は、公募条件の15,422席を若干 上回る見込み。既存の秩父宮ラグビー場（24,871席）は、年間約70日程度のラグビー利用に対して入場者数が1万人を上回る日数は10日程度であり、数万人規模の観戦者が見込まれる試合は国立競技場で開催している実態がある。

## 再整備の作業工程
2020年東京オリンピック・パラリンピックの翌2021年に神宮第二球場を解体し、2022年以降に新たなラグビー場の建設を開始する。新たなラグビー場の工事が一旦完了する2024年以降に現在の秩父宮ラグビー場を解体し、その跡地に新たな野球場を建設する。新たな野球場が完成する2027年以降に現在の神宮球場を取り壊してラグビー場の観客席を増設する。
大まかな作業順序は、以下の通り。
(1) 神宮第二球場の解体 → (2) 新秩父宮ラグビー場の建設 → (3) 秩父宮ラグビー場の解体 → (4) 新神宮球場の建設 → (5) 神宮球場の解体 → (6) 中央広場の整備で、ラグビーおよび野球の競技中断期間は最小限とする。
新秩父宮ラグビー場の運用開始は、当初予定で2027年12月末だったが、その後2028年に延期された。新秩父宮ラグビー場の南側ゴール裏付近に併設されるテラス等の付帯施設は、既存の神宮球場の敷地内と重なるため、「(6) 中央広場の整備」のタイミングで建設される。すべての施設の建設が完了するのは、当初予定では2034年5月末だった。その後の計画の見直しにより、再開発全体の完了時期は2036年に変更された。
2025年8月7日、日本スポーツ振興センター（施設管理運営者）が申請していた秩父宮ラグビー場の財産処分を、文部科学省が認可した。これにより、秩父宮ラグビー場の解体手続きが1つ進むことになる。

## アクセス
- 東京メトロ銀座線 - 外苑前駅徒歩5分
- 東京メトロ銀座線・東京メトロ半蔵門線・都営地下鉄大江戸線 - 青山一丁目駅徒歩10分
- 東日本旅客鉄道（JR東日本）中央・総武緩行線 - 信濃町駅・千駄ケ谷駅徒歩15分

## 開催されている主な大会・イベント
- ジャパンラグビーリーグワン
- 男子日本代表・女子日本代表テストマッチ
- 関東大学対抗戦、関東大学リーグ戦など
- 全国高等学校ラグビーフットボール大会東京都大会
- 神宮外苑花火大会（毎年8月）
- ジャパンセブンズ

## ギャラリー
- アイルランドとのテストマッチ（2005年撮影）
- 夜間開催時の秩父宮ラグビー場。東芝対サントリー（2007年撮影）
- 関東大学対抗戦 早稲田大学ラグビー蹴球部対慶應義塾體育會蹴球部（2009年撮影）
- 東京セブンズ2012
- バックスタンド電光掲示板よりからの眺め（2012年撮影）
- 電光掲示板（2012年撮影）
- スーパーラグビー2016、サンウルブズ対ワラターズ戦（2016年7月撮影）
- ジャパンラグビートップリーグ（2021年2月撮影）
- （2025年3月22日撮影）

| ギャラリー 2019年（平成31年）2月22日の秩父宮ラグビー場 |
| --- |
| - 北側隣接地はTEPIA先端技術館 - 秩父宮ラグビー場正面入場口 - 正面右側は日本スポーツ振興センター本部 - 東入場口 - メインスタンド前の売店を見る - 日本ラグビーフットボール協会前を見る - 日本ラグビーフットボール協会前の売店 - バックスタンド下のイベント会場を見る - メインスタンド2階を見る |